# ایجوان دندروپارک
ایجوان دندروپارک (ارمنی: Իջևանի դենդրոպարկ; انگلیسی: Ijevan Dendropark) همچنین شناخته تحت عنوان درختستان زیراستوایی ایجوان یک درختستان می‌باشد که در شهر ایجوان در استان تاووش، ارمنستان در ساحل رود آغستف واقع شده‌است. این منطقه توسط موشغ آقینیان، گریگور آدامیان و لودویگ سایادیان در سال ۱۹۶۲ بنیانگذاری شد.
مجموعه گیاهی بیش از ۶۲۵ گونه و نوع را شامل می‌شود.